# Discestra fulgora
Discestra fulgora är en fjärilsart som beskrevs av Barnes och Mcdunnough 1918. Discestra fulgora ingår i släktet Discestra och familjen nattflyn. Inga underarter finns listade i Catalogue of Life.